# Ǧ
Der Buchstabe Ǧ (kleingeschrieben ǧ) ist ein Buchstabe des lateinischen Schriftsystems, bestehend aus einem G mit Hatschek.  Im lateinischen Berberalphabet stellt der Buchstabe den Laut ʤ (dsch) dar und entspricht dem Tifinagh-Buchstaben ⴵ. Ferner wird er zur Transliteration des arabischen Buchstaben ﺝ (dsch) verwendet. In der skoltsamischen Sprache entspricht der Buchstabe dem Laut ɟ͡ʝ.
Das ähnlich aussehende G mit Breve ist ein anderer Buchstabe mit einem anderen Lautwert.

## Zeichenkodierungen
| Standard  | Standard      | Majuskel Ǧ                        | Minuskel ǧ                      |
| --------- | ------------- | --------------------------------- | ------------------------------- |
| Unicode   | Codepoint     | U+01E6                            | U+01E7                          |
| Unicode   | Name          | LATIN CAPITAL LETTER G WITH CARON | LATIN SMALL LETTER G WITH CARON |
| UTF-8     | UTF-8         | C7 A6                             | C7 A7                           |
| XML/XHTML | dezimal       | &#486;                            | &#487;                          |
| XML/XHTML | hexadezimal   | &#x01E6;                          | &#x01E7;                        |
| TeX/LaTeX | Textmodus     | \v G                              | \v g                            |
| TeX/LaTeX | Mathem. Modus |                                   |                                 |

Das Ǧ ist nicht in den Kodierungen der ISO-8859-Reihe enthalten.